# Berliner Sportverein Eintracht Mahlsdorf e.V.
Berliner Sportverein Eintracht Mahlsdorf e.V. é uma agremiação esportiva alemã, fundada em 1896, sediada em Berlim.

## História
Foi inicialmente criado pela juventude local como clube de ginástica, mas não formalmente registrado até o ano seguinte. O departamento de futebol foi organizado, em 1912. Quatro anos mais tarde o time já participava dos jogos locais. O advento da Primeira Guerra Mundial resultou na suspensão dos jogos até 1919. Em 1923, muitos dos jogadores do Eintracht abandonaram a equipe para atuar no recém-formado Adler Mahlsdorf. Com a ascensão ao poder dos nazistas na década de 30, muitos clubes, incluindo o Eintracht e Adler, foram desmantelados e seus membros organizados em associações desportivas sancionadas pelo regime.
Após a Segunda Guerra Mundial atuou na competição de futebol que surgiu na Alemanha Oriental, então ocupada pelos russos. Antes do isolamento de Berlim Oriental, o Mahlsdorf havia eliminado Hertha Zehlendorf e Spandauer SV e passado às quartas de final da Copa de Berlim, em 1949, na qual foi eliminado pelo Berliner SV.
A partir de 1955, atuou como Medizin Lichtenberg, então distrito da cidade maior, que incluiu Mahlsdorf e, como outros clubes da Alemanha de Leste, associada a uma indústria específica. O clube foi renomeado Medizin Marzahn, em 1982, e cinco anos depois foi apelidado Medizin Berlim 1896.
Após a reunificação alemã, recuperou o seu nome tradicional e foi registrado como uma entidade independente a 3 de junho de 1999. Após a fusão das competições de futebol das duas Alemanhas, em 1991, o Mahlsdorf jogou na quarta camada, a Verbandsliga Berlim, mas foi imediatamente rebaixado à Landesliga Berlin (V). A equipe finalmente voltou à Landesliga e depois de do segundo lugar, na temporada em 2002-03, fez o seu caminho de volta para o que era então o quinto nível, a Verbandsliga Berlim. O Mahlsdorf joga atualmente na Berlin-Liga (VI), após ter sido rebaixado, em 2005, e depois novamente promovido em 2006.

## Fonte
- Grüne, Hardy (2001). Vereinslexikon. Kassel: AGON Sportverlag ISBN 3-89784-147-9